# 第68回NHK杯テレビ将棋トーナメント
第68回NHK杯テレビ将棋トーナメント（だい68かいえぬえいちけいはいテレビしょうぎトーナメント）は日本放送協会（NHK）が主催する将棋の棋戦であるNHK杯テレビ将棋トーナメントの68回目の大会であり、NHK Eテレで放送されているテレビ番組である。本項では第68回の出場者と対局結果・各対局の放送日のみについて記述する。

## 本戦出場棋士
タイトル称号と段位は2018年4月の本戦開始時点のもの。

### シード（予選免除）棋士
| II-(1) 前年度ベスト4   | 4名 | （優 勝）☆山崎隆之 NHK杯 （準優勝）☆稲葉陽 八段 （ベスト4）☆郷田真隆 九段 （ベスト4）☆豊島将之 八段                                                                     |
| II-(2) タイトル保持者  | 6名 | 竜王 : ☆羽生善治 竜王(棋聖) 名人 : ☆佐藤天彦 名人 王位 : ☆菅井竜也 王位 王座 : 中村太地 王座 棋王 : ☆渡辺明 棋王 王将 : ☆久保利明 王将 棋聖 : （ 羽生善治 竜王(棋聖) ） |
| II-(3) 順位戦A級の棋士 | 4名 | ☆広瀬章人 八段 ☆行方尚史 八段 ☆屋敷伸之 九段 ☆深浦康市 九段 |

| I-(1) 順位戦A級の棋士                                                                                         | 2名 | ☆佐藤康光 九段 ☆三浦弘行 九段 |
| I-(2) 永世称号呼称者                                                                                          | 1名 | ☆森内俊之 九段 |
| I-(3) 順位戦B級1組の棋士                                                                                      | 8名 | ☆阿久津主税 八段 ☆橋本崇載 八段 ☆木村一基 九段 ☆松尾歩 八段 ☆糸谷哲郎 八段 ☆谷川浩司 九段 ☆丸山忠久 九段 ☆斎藤慎太郎 七段                                                                                |
| I-(4) 公式棋戦優勝者                                                                                          | 2名 | （第10回 朝日杯将棋オープン戦優勝） ・八代弥 六段 （第48期 新人王戦優勝） ・増田康宏 五段 |
| I-(5) 成績優秀による選抜者 ※前年1月～12月の 対局数、勝数、勝率の 3部門の各順位を合計した 総合ランキングによる | 4名 | ☆藤井聡太 六段 （対局数64・勝数54・勝率0.84375） ・三枚堂達也 六段 （対局数56・勝数40・勝率0.71428） ・近藤誠也 五段 （対局数50・勝数38・勝率0.76000） ・永瀬拓矢 七段 （対局数53・勝数40・勝率0.75471） |

### 予選を通過した棋士
| 1組            | 井出隼平 四段   | 2組  | 横山泰明 六段   | 3組                                       | 阿部健治郎 七段                           | 4組                                       | 竹内雄悟 四段                             |
| 5組            | 井上慶太 九段   | 6組  | 大石直嗣 七段   | 7組                                       | 上野裕和 五段                             | 8組                                       | 佐藤慎一 五段                             |
| 9組            | 佐々木勇気 六段 | 10組 | 安用寺孝功 六段 | 11組                                      | 大橋貴洸 四段                             | 12組                                      | 今泉健司 四段                             |
| 13組           | 高野智史 四段   | 14組 | 杉本和陽 四段   | 15組                                      | 及川拓馬 六段                             | 16組                                      | 塚田泰明 九段                             |
| 17組           | 黒沢怜生 五段   | 18組 | 佐々木慎 六段   | \| 女流棋士(19組) \| 加藤桃子 女王[18] \| | \| 女流棋士(19組) \| 加藤桃子 女王[18] \| | \| 女流棋士(19組) \| 加藤桃子 女王[18] \| | \| 女流棋士(19組) \| 加藤桃子 女王[18] \| |
| 女流棋士(19組) | 加藤桃子 女王   |      |                 |                                           |                                           |                                           |                                           |

予選組合せ
1組～18組 - 第68回NHK杯戦【予選】（日本将棋連盟）
女流棋士 - NHK杯出場女流棋士決定戦
|  |                   |                   |       |                   |               |               |       |  |                       |
|  | 1回戦             | 1回戦             | 1回戦 |                   | 決 勝         | 決 勝         | 決 勝 |  | 「女流棋士」枠 出場者 |
|  | タイトル保持者    |                   |       |                   |               |               |       |  |                       |
|  |                   |                   |       |                   |               |               |       |  |                       |
|  | 加藤桃子 女王     | 加藤桃子 女王     |       |                   | 加藤桃子 女王 | ○             |       |  |                       |
|  | 加藤桃子 女王     | 加藤桃子 女王     |       |                   | 加藤桃子 女王 | ○             |       |  |                       |
|  | タイトル戦 挑戦者 |                   |       |                   |               |               |       |  |                       |
|  |                   |                   |       |                   |               | 加藤桃子 女王 |       |  |                       |
|  | 伊藤沙恵 女流二段 | ○                 |       |                   |               |               |       |  |                       |
|  | 伊藤沙恵 女流二段 | ○                 |       |                   |               |               |       |  |                       |
|  | タイトル戦 挑戦者 | タイトル戦 挑戦者 |       | 伊藤沙恵 女流二段 | ●             |               |       |  |                       |
|  | タイトル戦 挑戦者 | タイトル戦 挑戦者 |       | 伊藤沙恵 女流二段 | ●             |               |       |  |                       |
|  | 上田初美 女流三段 | ●                 |       |                   |               |               |       |  |                       |
|  | 上田初美 女流三段 | ●                 |       |                   |               |               |       |  |                       |

| 本戦 初出場者(7名) | - 井出隼平 四段 - 竹内雄悟 四段 - 安用寺孝功 六段 - 大橋貴洸 四段 | - 今泉健司 四段 - 高野智史 四段 - 杉本和陽 四段 |

## 本戦トーナメント
※各棋士のタイトル称号及び段位は対局放送日時点。
決勝戦
| Aブロック進出者                        | 決勝戦     | Bブロック進出者 |
| -------------------------------------- | ---------- | --------------- |
| 羽生 善治 九段 （7年ぶり11度目の優勝） | ○ (77手) ● | 郷田 真隆 九段  |

### 本戦トーナメント表
| 大橋 貴洸 四段 |

| 佐藤 康光 九段 |

| 糸谷 哲郎 八段 |

| 高野 智史 四段 |

| 今泉 健司 四段 |

| 阿久津 主税 八段 |

| 丸山 忠久 九段 |

| 斎藤 慎太郎 七段 |

| 松尾 歩 八段 |

| 大橋 貴洸 四段 |

| 佐藤 康光 九段 |

| 糸谷 哲郎 八段 |

| 高野 智史 四段 |

| 今泉 健司 四段 |

| 阿久津 主税 八段 |

| 丸山 忠久 九段 |

| 斎藤 慎太郎 七段 |

| 松尾 歩 八段 |

| 大橋 貴洸 四段 |

| 佐藤 康光 九段 |

| 糸谷 哲郎 八段 |

| 高野 智史 四段 |

| 今泉 健司 四段 |

| 阿久津 主税 八段 |

| 丸山 忠久 九段 |

| 斎藤 慎太郎 七段 |

| 松尾 歩 八段 |

| 大橋 貴洸 四段 |

| 佐藤 康光 九段 |

| 糸谷 哲郎 八段 |

| 高野 智史 四段 |

| 今泉 健司 四段 |

| 阿久津 主税 八段 |

| 丸山 忠久 九段 |

| 斎藤 慎太郎 七段 |

| 松尾 歩 八段 |

| 谷川 浩司 九段 |

| 加藤 桃子 初段 |

| 森内 俊之 九段 |

| 近藤 誠也 五段 |

| 三枚堂 達也 六段 |

| 安用寺 孝功 六段 |

| 佐々木 慎 六段 |

| 横山 泰明 六段 |

| 阿部 健治郎 七段 |

| 谷川 浩司 九段 |

| 加藤 桃子 初段 |

| 森内 俊之 九段 |

| 近藤 誠也 五段 |

| 三枚堂 達也 六段 |

| 安用寺 孝功 六段 |

| 佐々木 慎 六段 |

| 横山 泰明 六段 |

| 阿部 健治郎 七段 |

| 谷川 浩司 九段 |

| 加藤 桃子 初段 |

| 森内 俊之 九段 |

| 近藤 誠也 五段 |

| 三枚堂 達也 六段 |

| 安用寺 孝功 六段 |

| 佐々木 慎 六段 |

| 横山 泰明 六段 |

| 阿部 健治郎 七段 |

| 谷川 浩司 九段 |

| 加藤 桃子 初段 |

| 森内 俊之 九段 |

| 近藤 誠也 五段 |

| 三枚堂 達也 六段 |

| 安用寺 孝功 六段 |

| 佐々木 慎 六段 |

| 横山 泰明 六段 |

| 阿部 健治郎 七段 |

## 本戦対局結果と放送日一覧
※各棋士及び解説者の段位は対局当時。
司会・聞き手
藤田：藤田綾 女流二段
飯野：飯野愛 女流初段
和田：和田あき 女流初段
司会(決勝) 堀伸浩 NHKアナウンサー
| 局数／ブロック／放送日 | 局数／ブロック／放送日 | 局数／ブロック／放送日 | ▲先手           | ▲先手        |              | ▽後手        | ▽後手           | 解説者          | 司会・ 聞き手   | 収録日（開始・終局時間）      |                           |
| ---------------------- | ---------------------- | ---------------------- | --------------- | ------------ | ------------ | ------------ | --------------- | --------------- | --------------- | ----------------------------- | ------------------------- |
| 第1局                  | Ｂ                     | 2018年04月01日(日)     | 黒沢怜生 五段   | ●            | 092手        | ○            | 三枚堂達也 六段 | 戸辺誠 七段     | 藤田綾 女流二段 | 2018年 3月19日（11:19-12:20） |                           |
| 第2局                  | Ｂ                     | 2018年04月08日(日)     | 佐々木慎 六段   | 千日手(62手) | 千日手(62手) | 千日手(62手) | 増田康宏 五段   | 横山泰明 六段   | 藤田綾 女流二段 | 2018年 3月19日（午後）        |                           |
| 第2局                  | Ｂ                     | 同日(指し直し局)       | 増田康宏 五段   | ●            | 100手        | ○            | 佐々木慎 六段   | 横山泰明 六段   | 藤田綾 女流二段 | 2018年 3月19日（16:02-16:56） |                           |
| 第3局                  | Ｂ                     | 2018年04月15日(日)     | 八代弥 六段     | ●            | 110手        | ○            | 安用寺孝功 六段 | 片上大輔 六段   | 藤田綾 女流二段 | 2018年 3月23日（11:11-12:29） |                           |
| 第4局                  | Ａ                     | 2018年04月22日(日)     | 三浦弘行 九段   | ●            | 134手        | ○            | 大橋貴洸 四段   | 山崎隆之 NHK杯  | 藤田綾 女流二段 | 2018年 4月02日（11:11-12:31） |                           |
| 第5局                  | Ｂ                     | 2018年04月29日(日)     | 阿部健治郎 七段 | ○            | 167手        | ●            | 橋本崇載 八段   | 藤井猛 九段     | 藤田綾 女流二段 | 2018年 3月23日（15:10-17:00） | 今期最長時間 (1時間50分)  |
| 第6局                  | Ａ                     | 2018年05月06日(日)     | 上野裕和 五段   | ●            | 084手        | ○            | 松尾歩 八段     | 飯島栄治 七段   | 藤田綾 女流二段 | 2018年 4月02日（15:09-16:14） |                           |
| 第7局                  | Ｂ                     | 2018年05月13日(日)     | 及川拓馬 六段   | ●            | 116手        | ○            | 加藤桃子 女王   | 永瀬拓矢 七段   | 藤田綾 女流二段 | 2018年 4月16日（11:08-12:29） |                           |
| 第8局                  | Ａ                     | 2018年05月20日(日)     | 杉本和陽 四段   | ●            | 218手        | ○            | 斎藤慎太郎 七段 | 中川大輔 八段   | 藤田綾 女流二段 | 2018年 4月16日（15:05-17:14） |                           |
| 第9局                  | Ｂ                     | 2018年05月27日(日)     | 井出隼平 四段   | ●            | 116手        | ○            | 近藤誠也 五段   | 田丸昇 九段     | 藤田綾 女流二段 | 2018年 4月30日（11:05-12:20） |                           |
| 第10局                 | Ａ                     | 2018年06月03日(日)     | 永瀬拓矢 七段   | ●            | 114手        | ○            | 高野智史 四段   | 木村一基 九段   | 藤田綾 女流二段 | 2018年 4月30日（15:09-16:15） |                           |
| 第11局                 | Ａ                     | 2018年06月10日(日)     | 井上慶太 九段   | ●            | 118手        | ○            | 糸谷哲郎 八段   | 船江恒平 六段   | 藤田綾 女流二段 | 2018年 5月14日（11:05-12:34） |                           |
| 第12局                 | Ｂ                     | 2018年06月17日(日)     | 佐藤慎一 五段   | ●            | 122手        | ○            | 森内俊之 九段   | 阿久津主税 八段 | 藤田綾 女流二段 | 2018年 5月14日（15:05-16:28） |                           |
| 第13局                 | Ｂ                     | 2018年06月24日(日)     | 木村一基 九段   | ●            | 110手        | ○            | 横山泰明 六段   | 村山慈明 七段   | 藤田綾 女流二段 | 2018年 5月28日（11:05-12:18） |                           |
| 第14局                 | Ａ                     | 2018年07月01日(日)     | 大石直嗣 七段   | ●            | 108手        | ○            | 丸山忠久 九段   | 郷田真隆 九段   | 藤田綾 女流二段 | 2018年 5月28日（15:06-16:20） |                           |
| 第15局                 | Ａ                     | 2018年07月08日(日)     | 佐藤康光 九段   | ○            | 111手        | ●            | 塚田泰明 九段   | 島朗 九段       | 藤田綾 女流二段 | 2018年 6月11日（11:07-12:17） |                           |
| 第16局                 | Ａ                     | 2018年07月15日(日)     | 今泉健司 四段   | ○            | 159手        | ●            | 藤井聡太 七段   | 糸谷哲郎 八段   | 藤田綾 女流二段 | 2018年 6月11日（15:02-16:33） |                           |
| 第17局                 | Ｂ                     | 2018年07月22日(日)     | 谷川浩司 九段   | ○            | 125手        | ●            | 佐々木勇気 六段 | 中村太地 王座   | 藤田綾 女流二段 | 2018年 6月25日（11:06-12:27） |                           |
| 第18局                 | Ａ                     | 2018年07月29日(日)     | 竹内雄悟 四段   | ●            | 062手        | ○            | 阿久津主税 八段 | 大石直嗣 七段   | 藤田綾 女流二段 | 2018年 6月25日（15:09-15:56） | 今期最短時間 タイ(47分間) |

| 局数／ブロック／放送日 | 局数／ブロック／放送日 | 局数／ブロック／放送日 | ▲先手               | ▲先手 |       | ▽後手 | ▽後手              | 解説者        | 司会・聞き手 | 司会・聞き手 | 収録日（開始・終局時間）      |  |
| ---------------------- | ---------------------- | ---------------------- | ------------------- | ----- | ----- | ----- | ------------------ | ------------- | ------------ | ------------ | ----------------------------- |  |
| 第1局                  | Ｂ                     | 2018年08月05日(日)     | 中村太地 王座       | ●     | 130手 | ○     | 横山泰明 六段      | 佐藤天彦 名人 | 藤田         | 藤田         | 2018年 7月09日（11:02-12:24） |  |
| 第2局                  | Ａ                     | 2018年08月12日(日)     | 松尾歩 八段         | ●     | 160手 | ○     | 山崎隆之 NHK杯     | 谷川浩司 九段 | 飯野         | -            | 2018年 7月09日（15:10-16:53） |  |
| 第3局                  | Ｂ                     | 2018年08月19日(日)     | 安用寺孝功 六段     | ●     | 092手 | ○     | 広瀬章人 八段      | 北浜健介 八段 | -            | 和田         | 2018年 7月23日（11:14-12:25） |  |
| 第4局                  | Ａ                     | 2018年08月26日(日)     | 羽生善治 竜王       | ○     | 097手 | ●     | 高野智史 四段      | 野月浩貴 八段 | 飯野         | -            | 2018年 7月23日（15:07-16:11） |  |
| 第5局                  | Ａ                     | 2018年09月02日(日)     | 糸谷哲郎 八段       | ●     | 120手 | ○     | 菅井竜也 王位      | 千田翔太 六段 | -            | 和田         | 2018年 8月06日（11:02-12:03） |  |
| 第6局                  | Ｂ                     | 2018年09月09日(日)     | 佐々木慎 六段       | ●     | 106手 | ○     | 佐藤天彦 名人      | 広瀬章人 八段 | -            | 和田         | 2018年 8月06日（15:03-16:12） |  |
| 第7局                  | Ｂ                     | 2018年09月16日(日)     | 郷田真隆 九段       | ○     | 147手 | ●     | 阿部健治郎 七段    | 三浦弘行 九段 | 飯野         | -            | 2018年 8月13日（0:0-0:0）     |  |
| 第8局                  | Ｂ                     | 2018年09月23日(日)     | 三枚堂達也 六段     | ○     | 127手 | ●     | 渡辺明 棋王        | 髙見泰地 叡王 | 飯野         | -            | 2018年 8月20日（15:05-16:29） |  |
| 第9局                  | Ａ                     | 2018年09月30日(日)     | 佐藤康光 九段       | ●     | 106手 | ○     | 行方尚史 八段      | 深浦康市 九段 | -            | 和田         | 2018年 9月03日（11:10-12:28） |  |
| 第10局                 | Ｂ                     | 2018年10月07日(日)     | 加藤桃子 奨励会初段 | ●     | 096手 | ○     | 森内俊之 九段      | 中村修 九段   | -            | 和田         | 2018年 8月27日（0:0-0:0）     |  |
| 第11局                 | Ａ                     | 2018年10月14日(日)     | 丸山忠久 九段       | ○     | 093手 | ●     | 斎藤慎太郎 七段    | 豊川孝弘 七段 | 飯野         | -            | 2018年 9月17日（11:09-12:11） |  |
| 第12局                 | Ａ                     | 2018年10月21日(日)     | 深浦康市 九段       | ●     | 118手 | ○     | 今泉健司 四段      | 久保利明 王将 | 飯野         | -            | 2018年 9月17日（15:11-16:22） |  |
| 第13局                 | Ｂ                     | 2018年10月28日(日)     | 谷川浩司 九段       | ○     | 121手 | ●     | 稲葉陽 八段        | 井上慶太 九段 | -            | 和田         | 2018年10月01日（11:13-12:27） |  |
| 第14局                 | Ｂ                     | 2018年11月04日(日)     | 近藤誠也 五段       | ○     | 099手 | ●     | 屋敷伸之 九段      | 渡辺明 棋王   | -            | 和田         | 2018年10月01日（15:03-16:10） |  |
| 第15局                 | Ａ                     | 2018年11月11日(日)     | 大橋貴洸 四段       | ●     | 172手 | ○     | 豊島将之 王位･棋聖 | 松尾歩 八段   | 飯野         | -            | 2018年10月15日（11:08-12:42） |  |
| 第16局                 | Ａ                     | 2018年11月18日(日)     | 阿久津主税 八段     | ●     | 086手 | ○     | 久保利明 王将      | 屋敷伸之 九段 | 飯野         | -            | 2018年10月15日（15:04-16:12） |  |

| 局数／ブロック／放送日 | 局数／ブロック／放送日 | 局数／ブロック／放送日 | ▲先手           | ▲先手 |       | ▽後手 | ▽後手               | 解説者          | 司会・聞き手 | 司会・聞き手 | 収録日（開始・終局時間）      |  |
| ---------------------- | ---------------------- | ---------------------- | --------------- | ----- | ----- | ----- | ------------------- | --------------- | ------------ | ------------ | ----------------------------- |  |
| 第1局                  | Ｂ                     | 2018年11月25日(日)     | 森内俊之 九段   | ○     | 111手 | ●     | 谷川浩司 九段       | 羽生善治 竜王   | -            | 和田         | 2018年10月29日（10:59-12:24） |  |
| 第2局                  | Ａ                     | 2018年12月02日(日)     | 山崎隆之 NHK杯  | ●     | 094手 | ○     | 丸山忠久 九段       | 阿部隆 八段     | -            | 和田         | 2018年10月29日（14:58-16:05） |  |
| 第3局                  | Ｂ                     | 2018年12月09日(日)     | 横山泰明 六段   | ●     | 090手 | ○     | 郷田真隆 九段       | 行方尚史 八段   | 飯野         | -            | 2018年11月12日（10:56-11:53） |  |
| 第4局                  | Ａ                     | 2018年12月16日(日)     | 羽生善治 竜王   | ○     | 123手 | ●     | 菅井竜也 七段       | 森内俊之 九段   | 飯野         | -            | 2018年11月12日（14:52-16:04） |  |
| 第5局                  | Ｂ                     | 2019年01月06日(日)     | 三枚堂達也 六段 | ○     | 173手 | ●     | 近藤誠也 五段       | 佐々木勇気 七段 | -            | 和田         | 2018年11月26日（10:59-12:33） |  |
| 第6局                  | Ａ                     | 2019年01月13日(日)     | 今泉健司 四段   | ●     | 124手 | ○     | 久保利明 王将       | 菅井竜也 七段   | -            | 和田         | 2018年11月26日（14:52-16:14） |  |
| 第7局                  | Ａ                     | 2019年01月20日(日)     | 行方尚史 八段   | ●     | 114手 | ○     | 豊島将之 王位・棋聖 | 稲葉陽 八段     | 藤田         | 藤田         | 2018年12月10日（10:56-12:15） |  |
| 第8局                  | Ｂ                     | 2019年01月27日(日)     | 佐藤天彦 名人   | ●     | 116手 | ○     | 広瀬章人 竜王       | 阿久津主税 八段 | 藤田         | 藤田         | 2018年12月10日（14:52-16:08） |  |

| 局数／ブロック | 局数／ブロック | 局数／ブロック | 放送日             | ▲先手               | ▲先手 |       | ▽後手 | ▽後手         | 解説者          | 司会・聞き手                | 収録日（開始・終局時間）      |                           |
| -------------- | -------------- | -------------- | ------------------ | ------------------- | ----- | ----- | ----- | ------------- | --------------- | --------------------------- | ----------------------------- | ------------------------- |
| 準々決勝       | 第1局          | Ｂ             | 2019年02月03日(日) | 三枚堂達也 六段     | ●     | 124手 | ○     | 森内俊之 九段 | 木村一基 九段   | 藤田綾 女流二段             | 2018年12月24日（10:54-12:13） |                           |
| 準々決勝       | 第2局          | Ａ             | 2019年02月10日(日) | 丸山忠久 九段       | ○     | 109手 | ●     | 久保利明 王将 | 畠山鎮 七段     | 藤田綾 女流二段             | 2018年12月24日（14:55-16:09） |                           |
| 準々決勝       | 第3局          | Ａ             | 2019年02月17日(日) | 豊島将之 王位・棋聖 | ●     | 132手 | ○     | 羽生善治 九段 | 斎藤慎太郎 王座 | 藤田綾 女流二段             | 2019年 1月21日（10:51-12:10） |                           |
| 準々決勝       | 第4局          | Ｂ             | 2019年02月24日(日) | 郷田真隆 九段       | ○     | 103手 | ●     | 広瀬章人 竜王 | 森下卓 九段     | 藤田綾 女流二段             | 2019年 1月21日（14:50-16:05） |                           |
|                |                |                |                    |                     |       |       |       |               |                 | 藤田綾 女流二段             |                               |                           |
| 準決勝         | 第1局          | Ａ             | 2019年03月03日(日) | 羽生善治 九段       | ○     | 075手 | ●     | 丸山忠久 九段 | 谷川浩司 九段   | 藤田綾 女流二段             | 2019年 2月04日（10:54-11:41） |                           |
| 準決勝         | 第2局          | Ｂ             | 2019年03月10日(日) | 郷田真隆 九段       | ○     | 105手 | ●     | 森内俊之 九段 | 先崎学 九段     | 藤田綾 女流二段             | 2019年 2月04日（14:51-16:07） |                           |
|                |                |                |                    |                     |       |       |       |               |                 |                             |                               |                           |
| 決勝           | 決勝           | 決勝           | 2019年03月17日(日) | 羽生善治 九段       | ○     | 077手 | ●     | 郷田真隆 九段 | 佐藤康光 九段   | (司会) 堀アナ (聞き手) 藤田 | 2019年 2月18日（14:29-15:16） | 今期最短時間 タイ(47分間) |

## 次期(69回)シード出場予定者
グループ分けは2018年12月末時点の状況に基づく。
| 第68回 ベスト4   | 4名 | （優 勝）羽生善治 九段(名誉NHK杯) （準優勝）郷田真隆 九段 （ベスト4）森内俊之 九段 （ベスト4）丸山忠久 九段                                                                                     |
| タイトル 保持者  | 7名 | 竜王 : 広瀬章人 竜王 名人 : 佐藤天彦 名人 叡王 : 髙見泰地 叡王 王位 : 豊島将之 王位･棋聖 王座 : 斎藤慎太郎 王座 棋王 : 渡辺明 棋王･王将 王将 : 久保利明 九段 棋聖 : （豊島将之 王位･棋聖）      |
| 順位戦 A級の棋士 | 6名 | 1. （羽生善治 九段） 2. 稲葉陽 八段 3. （広瀬章人 竜王） 4. 佐藤康光 九段 5. （久保利明 王将） 6. （豊島将之 王位･棋聖） 7. 深浦康市 九段 8. 三浦弘行 九段 9. 糸谷哲郎 八段 10. 阿久津主税 八段 |

| 永世称号 呼称者                                                                                     | -名  | （羽生善治 九段(名誉NHK杯)） （森内俊之 九段） | |
| 順位戦 B級1組 の棋士                                                                                | 10名 | 1. （渡辺明 棋王） 2. 行方尚史 八段 3. 屋敷伸之 九段 4. 橋本崇載 八段 5. 木村一基 九段 6. 山崎隆之 八段 7. 谷川浩司 九段 8. （郷田真隆 九段） 9. 菅井竜也 七段 10. （斎藤慎太郎 王座） 11. 松尾歩 八段 12. 野月浩貴 八段 13. 畠山鎮 七段 | |
| 公式棋戦 優勝者                                                                                     | 1名  | （第11回 朝日杯将棋オープン戦優勝） （第49期 新人王戦優勝） 藤井聡太 七段 （第26期 銀河戦優勝） （佐藤天彦 名人） | \| 第68回ベスト4に タイトル保持者 ・永世称号者又は 順位戦A級・B級1組 の棋士が含まれる 場合、出場枠あり \| |
| 成績優秀 による 選抜者                                                                              | 3名  | (TBN) | \| 第68回ベスト4に タイトル保持者 ・永世称号者又は 順位戦A級・B級1組 の棋士が含まれる 場合、出場枠あり \| |
| 第68回ベスト4に タイトル保持者 ・永世称号者又は 順位戦A級・B級1組 の棋士が含まれる 場合、出場枠あり |      | | |

| 第68回ベスト4に タイトル保持者 ・永世称号者又は 順位戦A級・B級1組 の棋士が含まれる 場合、出場枠あり |